# Lana Bastašić
Lana Bastašić (Zagabria, 27 agosto 1986) è una scrittrice bosniaca.

## Biografia e carriera letteraria
Nata a Zagabria da famiglia serba, ha trascorso l'infanzia dapprima in Slovenia e poi in Bosnia ed Erzegovina. Si è laureata in Lingua e letteratura inglese presso l'Università di Banja Luka, conseguendo poi un Master's degree in Studi culturali all'Università di Belgrado.
Ottenuta la licenza di insegnante di inglese a Praga, si è trasferita a Barcellona, dove ha co-fondato con lo scrittore Borja Bagunyà la Scuola di scrittura Escola Bloom, dirigendone la rivista letteraria, Carn de cap.
Attiva in ambito letterario dal 2010, si è cimentata con la forma del racconto breve e della poesia, nonché nella scrittura per l'infanzia, prima di dare alle stampe il suo primo romanzo, Afferra il coniglio (Uhvati zeca, 2018) - già finalista al Premio NIN nel 2019 - che le ha valso il conferimento del Premio letterario dell'Unione Europea nel 2020.
Dal 2021 Bastašić risiede in Serbia.

## Opere

### Raccolte di racconti
- Trajni pigmenti (Pigmenti permanenti, 2010).
- Vatrometi (Fuochi d'artificio, 2013).
- Denti da latte, Nutrimenti, Roma, 2022 - ISBN 9788865949351 (Mliječni zubi, 2020; trad. Elisa Copetti).

### Romanzi
- Afferra il coniglio, Nutrimenti, Roma, 2020 - ISBN 9788865947548 (Uhvati zeca, 2018; trad. Elisa Copetti).

### Poesia
- Naivni triptih o Bosni i umiranju (Trittico ingenuo sulla Bosnia e sulla morte, 2014)

### Letteratura per l'infanzia
- Nastja crta sunce (Nastja disegna il sole, 2015)